# Tephrosia euprepes
Tephrosia euprepes är en ärtväxtart som beskrevs av Richard Kenneth Brummitt. Tephrosia euprepes ingår i släktet Tephrosia och familjen ärtväxter. Inga underarter finns listade i Catalogue of Life.